# Anapausia bonii
Anapausia bonii là một loài thực vật có mạch trong họ Lomariopsidaceae. Loài này được (H. Christ) Nakai mô tả khoa học đầu tiên năm 1933.